# Kanton Le Mans-4
Der Kanton Le Mans-4 ist seit 2015 ein französischer Wahlkreis im Arrondissement Le Mans, im Département Sarthe und in der Region Pays de la Loire; sein Hauptort ist Le Mans.

## Gemeinden
Der Kanton besteht aus zwei Gemeinden und Gemeindeteilen mit insgesamt 29.636 Einwohnern (Stand: 1. Januar 2022) auf einer Gesamtfläche von 10,93 km²:
| Gemeinde         | Einwohner 1. Januar 2022 | Fläche km² | Dichte Einw./km² | Code INSEE | Postleitzahl |
| ---------------- | ------------------------ | ---------- | ---------------- | ---------- | ------------ |
| Coulaines        | 8.049                    | 3,93       | 2.048            | 72095      | 72190        |
| Le Mans          | 21.587                   | 7,00       | 3.084            | 72181      | 72000, 72100 |
| Kanton Le Mans-4 | 29.636                   | 10,93      | 2.711            | 7213       | –            |

1. ↑   Nur der nordöstlichen Teil der Gemeinde, der Rest verteilt sich auf die Kantone Le Mans-1, Le Mans-2, Le Mans-3, Le Mans-5, Le Mans-6 und Le Mans-7.